# Тополь, Сергей Станиславович
Сергей Станиславович Тополь (род. 15 февраля 1985, Омск) — российский хоккеист, нападающий.

## Биография
Воспитанник омского «Авангарда». Начинал играть в первой лиге за команды «Авангард-ВДВ» (2001/02 — 2002/03) и «Омские ястребы» (2003/04). В сезоне 2003/04 также провёл 9 матчей за «Авангард» в Суперлиге. Сезон 2004/05 начал в челябинском «Мечеле», затем вернулся в «Авангард». В сезоне 2007/08 играл за «Автомобилист» Екатеринбург и «Спутник» Нижний Тагил. С сезона 2008/09 начал выступать за «Ермак» Ангарск. 10 декабря 2009 перешёл в команду КХЛ «Металлург» Новокузнецк. Сезон 2010/11 провёл в фарм-клубе «Ермак». Перед сезоном 2011/12 перешёл в команду ВХЛ «Мечел». Следующий сезон провёл в «Молоте-Прикамье». 8 мая 2013 года подписал двулетний контракт с командой КХЛ «Витязь» Подольск; в сентябре и с января играл за «Титан» Клин в ВХЛ. Два сезона играл в ВХЛ за «Рубин» Тюмень и «Спутник» Нижний Тагил.
Выступал за клубы «Гомель» (Белоруссия, 2016/17, 2019/20), «Сарыарка» Караганда (Казахстан, 2017/18), «Хай1» (Южная Корея, 2018/19), «Металлург» Жлобин (Белоруссия, 2020/21). С 2021 года играет в немецкой Оберлиге за «Мемминген» (2021/22 — 2022/23), «Хёхштадт» (с 2023/24).
На драфте НХЛ 2003 года был выбран в 8-м раунде под общим 252-м номером клубом «Ванкувер Кэнакс».
Чемпион (2004), серебряный призёр (2006), бронзовый призёр (2007) чемпионата России в составе «Авангарда».
Сыграл 4 матча за юниорскую сборную России.